# Laccobius piceus
Laccobius piceus är en skalbaggsart som beskrevs av Henry Clinton Fall 1922. Laccobius piceus ingår i släktet Laccobius och familjen palpbaggar.

## Underarter
Arten delas in i följande underarter:
- L. p. chearyi
- L. p. piceus